# La Voleuse de livres (film)
Ne doit pas être confondu avec La Voleuse de livres.
Pour plus de détails, voir Fiche technique et Distribution.
La Voleuse de livres (The Book Thief) est un film dramatique américano-allemand réalisé par Brian Percival, sorti en 2013.
Il s'agit de l'adaptation du roman pour La Voleuse de livres écrit par l'Australien Markus Zusak en 2005.

## Synopsis
Pendant la Seconde Guerre mondiale, Liesel se fait adopter par les Hubermann, en Allemagne. La jeune Liesel se trouve comme passe-temps le vol de livres. Elle rencontre alors celui qui deviendra son meilleure ami, Rudy Steiner. Sa famille d'adoption habite une petite ville près de Munich. Son quotidien est bouleversé lorsqu'un juif, Max, se réfugie chez ses parents adoptifs. Quand il tombe malade, elle se met à voler des livres pour lui lire en espérant qu'il guérisse.

## Fiche technique
- Titre original : The Book Thief
- Titre français : La Voleuse de livres
- Réalisation : Brian Percival
- Scénario : Michael Petroni, d'après La Voleuse de livres de Markus Zusak
- Direction artistique : Simon Elliott
- Décors : Jens Löckmann et Anja Müller
- Costumes : Anna B. Sheppard
- Photographie : Florian Ballhaus
- Montage : John Wilson
- Musique : John Williams
- Production : Ken Blancato et Karen Rosenfelt
- Sociétés de production : Fox 2000 Pictures, Sunswept Entertainment et Studios Babelsberg
- Société(s) de distribution :  Fox 2000 Pictures,  Twentieth Century Fox France
- Budget : 35 000 000 $
- Pays de production :  États-Unis
- Langue originale : anglais
- Format : couleur -
- Genre : Drame, historique et guerre
- Durée : 131 minutes
- Dates de sortie :
  - États-Unis : 15 novembre 2013
  - France : 5 février 2014

## Distribution
- Geoffrey Rush (VF : Patrick Floersheim ; VQ : Denis Mercier) : Hans Hubermann, père adoptif de Liese
- Emily Watson (VF : Isabelle Gardien ; VQ : Lisette Dufour) : Rosa Hubermann, épouse de Hans, mère adoptive de Liesel
- Sophie Nélisse (VF : Orphée Silard ; VQ : Elle-même) : Liesel « Saumensch » Meminger, fille adoptive de Hans et Rosa
- Ben Schnetzer (VF : Félicien Juttner ; VQ : Xavier Dolan) : Max Vandenburg, juif clandestin caché chez les Hubermann
- Roger Allam (VF : Christian Gonon ; VQ : Guy Nadon) : le narrateur (la mort)
- Barbara Auer (VF : Hélène Arié) : Ilsa Hermann, épouse du maire
- Carina N. Wiese (VF : Natacha Muller) : Barbara Steiner, mère de Rudy
- Heike Makatsch : mère de Liesel
- Nico Liersch (en) (VF : Henri Bungert ; VQ : Nicolas DePassillé-Scott) : Rudy Steiner, jeune voisin des Hubermann amoureux de Liesel
- Levin Liam (de) : Franz Deutscher, ennemi de Liesel et Rudy
- Oliver Stokowski (de) : Alex Steiner, époux de Barbara, père de Rudy
- Rainer Bock : le maire Hermann
- Hildegard Schroedter (de) (VF : Sylvie Feit) : Frau Becker
- Sandra Nedeleff (de) (VF : Marie-Christine Robert) : Sarah
- Martin Ontrop (de) (VF : Sylvain Clément) : Herr Lehmann
- Kirsten Block (de) (VF : Catherine Hamilty) : Frau Heinrich
- Matthias Matschke (de) (VF : Jochen Haegele) : Wolfgang Edel
- Carl Heinz Choynski (de) (VF : Jochen Haegele) : Jurgen
- Joachim Paul Assböck (de) : l'officier SS
- Godehard Giese (de) : policier dans le train

Source et légende : Version française (VF) sur RS Doublage et AlloDoublage'

## Production
L'actrice québécoise Sophie Nélisse est choisie pour interpréter le rôle principal en février 2013, aux côtés de Geoffrey Rush et Emily Watson, interprètes de ses parents adoptifs.
Le tournage a débuté début mars 2013 aux Studios de Babelsberg en Allemagne.
Des scènes ont été tournées à Görlitz (Allemagne), en Saxe, près de la frontière avec la Pologne. Le tournage provoqua un scandale car des commerçants craignirent que les emblèmes nazis installés en ville pour les besoins du film ne troublent les touristes.
Markus Zusak, l'auteur du roman dont le film est tiré, a confirmé que le film serait narré par le personnage de la Mort, comme dans le roman. L'acteur prêtant sa voix à la Mort est le Britannique Roger Allam.

## Accueil

### Accueil critique
Sur l'agrégateur américain Rotten Tomatoes, le film récolte 47 % d'opinions favorables pour 148 critiques. Sur Metacritic, il obtient une note moyenne de 53⁄100 pour 31 critiques.
En France, le site Allociné propose une note moyenne de 2,7⁄5 à partir de l'interprétation de critiques provenant de 17 titres de presse.

## Distinctions

### Récompenses
- Nevada Film Critics Society Awards 2013 : meilleur espoir pour Sophie Nélisse
- Phoenix Film Critics Society Awards 2013 : meilleure jeune actrice pour Sophie Nélisse
- Satellite Awards 2014 : révélation de l'année pour Sophie Nélisse

### Nominations
- British Academy Film Awards 2014 : meilleure musique de film pour John Williams
- Critics' Choice Movie Awards 2014 : meilleur espoir pour Sophie Nélisse
- Golden Globes 2014 : meilleure musique de film pour John Williams
- Oscars du cinéma 2014 : meilleure musique de film pour John Williams
- Satellite Awards 2014 :
  - Meilleure actrice dans un second rôle pour Emily Watson
  - Meilleure musique de film pour John Williams